# Pteromàlids
Els pteromàlids (Pteromalidae) són una família d'himenòpters apòcrits de la superfamília Chalcidoidea amb unes 3.544 espècies descrites, repartides en 619 gèneres. Són paràsits.

## Característiques
Els pteromàlids posseeixen un tars de 5 segments i sense les característiques de les altres famílies amb 5 segments en el tars. Sens dubte aquesta família haurà de ser subdividida en famílies monofilètiques en el futur.